# Мульхид
Мульхид (араб.  مُلْحِد‎ mulḥid, множ. ч. مُلْحِدُونَ mulḥidun и ملاحدۃ malāḥidah) — исламский религиозный термин, означающий вероотступника, еретика или атеиста. В домусульманский период арабский термин использовался в буквальном значении корня l-ḥ-d «уклоняться». Его религиозное значение основано на аятах Корана 7:180, 22:25 и 41:40. При Омейядском халифате термин обозначал отречение от уммы и восстание против законных халифов. В начале эпохи Аббасидского халифата рационалистические теологи стали использовать его в значении «еретик», и в итоге он стал обозначать неприятие религии как таковой, материализм, скептицизм и атеизм. В Османской империи этот термин обычно использовался по отношению к шиитам и некоторым суфийским доктринам, которые считались вредоносными.